# Cystostemon
Cystostemon es un género de plantas con flores perteneciente a la familia Boraginaceae. Comprende 16 especies descritas y de estas, solo 2 aceptadas.

## Taxonomía
El género fue descrito por Isaac Bayley Balfour  y publicado en Proc. Roy. Soc. Edinburgh 12: 82. 1883.

## Especies seleccionadas
- Cystostemon barbatus
- Cystostemon ethiopicus
- Cystostemon heliocharis
- Cystostemon hispidissimus